# Миллионоугольник
Миллионоуго́льник или мегаго́н (мега- от греч. μέγας «большой») — многоугольник с миллионом углов и сторон.

## Правильный миллионоугольник
Правильный миллионоугольник представлен символом Шлефли {1000000} и может быть построен как усеченный 500 000-угольник {500000}, дважды усеченный 250 000-угольник {250000}, трижды усеченный 125 000-угольник {125000}, четырежды усеченный 62 500-угольник {62500}, усеченный в пять раз 31 250-угольник {31250} или усеченный в шесть раз 15 625-угольник {15625}.
Правильный миллионоугольник имеет внутренний угол 179,99964°. Площадь правильного миллионоугольника, взяв a  в качестве длины одной стороны, определяется выражением:
{\displaystyle A=250000a^{2}\cot {\frac {\pi }{1000000}}.}
Периметр правильного миллионоугольника, вписанного в единичную окружность, равен:
{\displaystyle 2000000\sin {\frac {\pi }{1000000}},}
что очень близко к 2π. Фактически, для круга размером с земной экватор, с окружностью 40 075 километров, длина одного ребра миллионоугольника, вписанного в такой круг, была бы чуть больше 40 метров. Разница между периметром вписанного миллионоугольника и окружностью этого круга составляет менее 1/16 миллиметра.
Поскольку 1,000,000 = 26 × 56, число сторон не является произведением различных простых чисел Ферма и степени двойки. Таким образом, правильный миллионоугольник не является конструктивным многоугольником. Действительно, он даже не может быть сконструирован с использованием углового трисектора, поскольку число сторон не является ни произведением различных простых чисел Пирпонта, ни произведением степеней двойки и тройки.

## Мегаграмма
Мегаграмма — это звезда с миллионом сторон. Существует 199 999 правильных форм, заданных символами Шлефли вида {1000000/n}, где n — целое число от 2 до 500 000, взаимно простое с 1 000 000. В остальных случаях также есть 300 000 обычных звездных фигур.